# Артуро Фернандес Мейсан
Артуро Фернандес (ісп. Arturo Fernández, 3 лютого 1906, Сан-Вісенте-де-Каньєте — 27 листопада 1999, Ліма) — перуанський футболіст, що грав на позиції захисника. По завершенні ігрової кар'єри — тренер.
Разом зі своїм братом Теодоро Фернандесом виступав у 1930-ті роки у клубі «Універсітаріо де Депортес», також зі збірною став учасником історичного першого чемпіонату світу 1930 року. Після закінчення кар'єри футболіста успішно працював тренером, неодноразово приводив «Універсітаріо» до чемпіонського титулу, а також тренував національну збірну Перу.

## Клубна кар'єра
Артуро Фернандес народився в 1906 році на фермі Уалькара, яка перебувала в Каньєте. Він був старшим з 8 дітей у сім'ї Томаса Фернандеса Сіснероса і Раймунди Мейсан. У 1926 році він став виступати за столичну команду «Сікліста», пізніше, в 1930 році, він перейшов з молодшим братом Теодоро в «Універсітаріо де Депортес». Разом вони виграли у складі «Універсітаріо» два чемпіонати Перу.
Завершив професійну ігрову кар'єру у чилійському клубі «Коло-Коло», за який виступав протягом 1940—1941 років.

## Виступи за збірну
13 січня 1935 року дебютував в офіційних матчах у складі національної збірної Перу. Протягом кар'єри у національній команді, яка тривала 5 років, провів у формі головної команди країни 18 матчів.
У складі збірної виграв Боліваріанські ігри в 1938 році і домашній чемпіонат Південної Америки роком пізніше. Також Артуро був у заявці на першому чемпіонаті світу 1930 року у Монтевідео, однак на поле не виходив. Також 1935 року Артуро був учасником домашнього чемпіонату Південної Америки, де зіграв у всіх трьох матчах і став бронзовим призером турніру, а через два роки зіграв і на наступному чемпіонаті Південної Америки в Аргентині. Тут Фернандес також був основним і зіграв усі п'ять матчів, втім його команда зайняла останнє шосте місце на турнірі. Між цими розіграшами Артуро також був учасником Олімпійських ігор 1936 року у Берліні, на якому зіграв дві гри, після який перуанці відмовились від продовження участі у турнірі.

## Кар'єра тренера
Розпочав тренерську кар'єру відразу ж по завершенні кар'єри гравця, 1941 року, очоливши тренерський штаб клубу «Універсітаріо де Депортес». В основі команди до того моменту виступав ще один брат Артуро, нападник Едуардо Фернандес. Тренер Артуро, і футболісти Теодоро і Едуардо Фернандеси разом виграли ще три титули чемпіонів Перу — 1941, 1945 та 1946 року. Після того, як Едуардо поїхав в «Велес Сарсфілд», тренер Артуро і нападник Едуардо виграли ще один титул чемпіонів Перу 1949 року.
Згодом у 1948—1950 роках, а також у 1956 році Артуро Фернандес очолював збірну Перу. Під його керівництвом команда стала бронзовим призером Чемпіонату Південної Америки 1949 року в Бразилії та учасником чемпіонату Південної Америки 1956 року в Уругваї, зайнявши там останнє шосте місце.
Помер 27 листопада 1999 року на 94-му році життя у місті Ліма.

## Титули і досягнення
- Чемпіон Перу (2): 1934, 1939
- Чемпіон Боліваріанських ігор: 1938
- Чемпіон Південної Америки: 1939
- Бронзовий призер Чемпіонату Південної Америки: 1935

### Як тренер
- Чемпіон Перу (4): 1941, 1945, 1946, 1949
- Бронзовий призер Чемпіонату Південної Америки: 1949